# Lezbijka
Lezbijka je žena koju estetski, seksualno i emocionalno privlače druge žene, i koja s drugim ženama ostvaruje emocionalni, seksualni i partnerski odnos. Vidi još seksualna orijentacija.
Krovni termin za sve identitete koje proizlaze iz spola i roda jest: LGBTIQ, ova skraćenica je složena od sljedećih riječi: Lezbijke, Gejevi, Biseksualne, Transrodne, Interseksualne i Queer osobe.

## Etimologija
Riječ lezbijka je izvedena iz Lezbos (Λέσβος), imena grčkog otoka u istočnom Egejskom moru na kome je pjesnikinja Sapfa živjela i vodila školu za djevojke u VI. st. pr. n. e. Mnoge od njenih pjesama opisuju strast koju ona osjeća prema svojim učenicama, koju su u antici nazivali "ginerastija", analogno muškoj "pederastiji".
U engleskom jeziku je također vrlo prisutan sleng izraz dyke ili bulldyke, kojim se obično opisuje lezbijka s tradicionalno muškim rodnim izražavanjem. Više o rodnom izražavanju u članku transrodnost. Oba termina su prihvatljiva jedino ako ih koristi osoba s pozitivnim stavom prema LGBTIQ osobama. Ne u potpunosti adekvatan prijevod na hrvatski jezik bio bi "lezbača".
„Butch/femme“ identiteti su ključni dio lezbijske povijesti, ali također i paradigme koje se prihvaćaju tokom razvoja. Butch lezbijski identitet rodnog izražavanja koji na rodnom spektru bliži, ili prelazi, u "muško" rodno izražavanje. Femme je njezin antipod - žena s naglašenim društveno normiranim oznakama ženskog roda. 

## Povijest
Prvo spominjanje ženske istospolne ljubavi datira iz perioda antičke Grčke. Sapfa (7. – 6. stoljeće pr. Kr.), koja je i eponim za lezbijsku ljubav, prva je žena zapamćena u povijesti, koja svoju ljubav poklanja ženama. Neki izvori govore, doduše, i to tome da je Sapfa imala i ljubavne veze s muškarcima, dok drugi govore da je njen odnos s djevojakama u školi na Lezbosu bio isključivo platonski. Neki suvremeni znanstvenici, pozivajući se na antičke tekstove, smatraju da se njen odnos s djevojkama može u potpunosti usporediti s odnosnom odraslih muškaraca i mladića u antičkoj Grčkoj, u kojem „ulogu igraju i pedagogija i pederastija“.
Platon (5-4 stoljeće pr. Kr.) u djelu "Gozba" ("Simpozij", tematika je ljubav), spominje žene koje su zakupljene (trepesthai) drugim ženama i ne mare za muškarce.
Lezbijski odnosi zabilježeni su i u Sparti. Plutarh (1. – 2. stoljeće poslije Krista), pišući o Lakademoncima, bilježi da je ljubav muškaraca prema dječacima bila „toliko na dobrom glasu među njima, da su najuglednije dame na taj način postupale s djevojčicama".
Svjedočanstva o lezbijskim vezama nađena su također i u poeziji i pričama stare Kine, ali ne detaljno dokumentirane kao muška homoseksualnost.
Iz perioda srednjeg vijeka postoje svjedočanstva iz Arabije o vezama između ženâ u haremima. Ovakvi odnosi su bili svirepo kažnjavani, na primjer odsijecanjem glava dviju žena koje su uhvaćene tokom vođenja ljubavi.

## Politika
Vidi još: Gej
U Zapadnoj civilizaciji eksplicitne zabrane lezbijskih odnosa znatno su manje prisutne nego zabrane gej odnosa.
U Ujedinjenom Kraljevstvu lezbijstvo nije bilo nikada ilegalno, za razliku od muške "sodomije", koja je često bila kažnjavana vješanjem ili zatvorskom kaznom. Postoje različite nepotvrđene priče o razlozima zašto lezbijstvo nikada nije bilo zabranjeno; jedna od njih je da je kraljica Viktorija I. odbila potpisati zakon o zabrani inzistirajući na tome da "dame ne rade takve stvari". Ipak, lezbijska književnost, kao „Bunar samoće“ je proglašavana opscenom i zabranjivana.
Židovska religijska učenja osuđuju mušku homoseksualnost, ali malo govore o lezbijstvu. Ipak, odnos današnjeg Izraela, s pretežno sekularnom židovskom većinom, ne osuđuje istospolnu orijentaciju; istospolni brak, međutim, nije odobren, ali u sudskim presudama dozvoljeno je usvajanje djece partnera ili partnerice u istopolnoj zajednici. Također, svake godine se održava Gej Pride, obično u Tel Avivu. "World Pride" 2006. godine održao se u Jeruzalemu, od 6. do 12. rujna.
Zapadnjački oblik homoseksualnosti rijetko se tolerira na Srednjem istoku, s izuzetkom Turske. Kažnjava se zatvorom, bičevanjem ili čak smrću u Iranu, Saudijskoj Arabiji i Jemenu.

## Lezbijski aktivizam
Povijesna dimenzija ženskog iskustva da su žene voljele žene od početka svijeta i da su birale žene za prijateljice, suradnice, povjerenice, podršku pokreće tezu o lezbijskom kontinuumu, koju krajem 70ih prvi puta upotrebljava Adrianne Rich. Kontinuum se nastavlja na lezbijsku egzistenciju, kao izbor žena da budu naklonjene ženama u svim dimenzijama svoga života. Lezbijsku egzistenciju žive žene koje ne ovise o muškarcima ekonomski, emotivno ili seksualno.
Lezbijski kontinuum i lezbijska egzistencija glavna su izvorišta i temelji lezbijskog aktivizma, koji za razliku od gej aktivizma koji svoju ideologiju bazira na liberalizmu, proizlazi i nastavlja se na feminizam, žensku solidarnost i harmoničan sustav teorije i prakse.
Glavni ciljevi lezbijskog aktivizma jesu dokidanje (hetero) patrijahalne opresije i lezbijske nevidljivosti. Lezbijska nevidljivost ukazuje na izostavljanje lezbijskih života iz javnih diskusija i medijskih prezentacija o homoseksualnosti, tendencija heteroseksualnog društva da sakrije činjenicu da lezbijke postoje. Tu se žestokso napada heteroseksualnu pornografiju kao jedan od glavnih izvora lezbijske nevidljivosti koja lezbijstvo prikazuje kao svrhu zadovoljenja muških heteroseksualnih fantazija i da u pop kulturu lansira jedino predrasude o lezbijskom identitetu.
Radikalni lezbijski aktivizam podržava i lezbijski separatizam - političko uvjerenje nastalo 1970ih, prema kojem, po mišljenju lezbijskih feministkinja, žene ne bi trebale biti samo ženski identificirane, već bi trebale živjeti u potpunosti odvojeno i neovisno od muškaraca u ženskim zajednicama

## Reproduktivna i roditeljska prava
Vidi još: LGBTIQ
U nekim državama pravo lezbijki na umjetnu oplodnju postalo je predmet debate. U Australiji Vrhovni sud je odbio zahtjev Rimokatoličke crkve da se lezbijkama i nevjenčanim ženama zabrani pristup in vitro oplodnji. Međutim, kada je premijer Australije, John Howard pokušao odobriti takav zakon, izazvao je burne reakcije gej i lezbijske zajednice.
Mnogi lezbijski parovi pokušavaju dobiti djecu putem usvajanja, ali to nije moguće u svim državama.
Pravo lezbijke na vlastito dijete neupitno je i neotuđivo.

## Seksualnost
Seksualni odnosi među ženama mogu biti jednako raznovrsni kao između heteroseksualaca ili između gej muškaraca. Neke žene u istospolnim odnosima se ne izjašnjavaju kao lezbijke, već kao biseksualke. Kao i kod svim međuljudskih odnosa, seksualna ekspresija zavisi od karaktera veze. Kao i ostale osobe, bez obzira na seksualnu orijentaciju lezbijke mogu biti "promiskuitetne" ili posvećene vezi, stidljive ili ponosne. Nove društvene promjene omogućile su da lezbijke slobodnije izražavaju svoju seksualnost, što je doprinijelo novim studijama na polju ženske seksualnosti.

## Promjene seksualnog identiteta (eng.sexual fluidity)
Istraživanje L. Diamond iz 2008. god., gdje je praćeno 79 mladih ne-heteroseksualnih žena tijekom 10-godišnjeg razdoblja (u pet uzastopnih intervjua sa psihologom od po 90 minuta, u razdoblju od približno svake dvije godine) pokazuje ''značajnu fluidnost u biseksualnim, nedeklariranim i lezbijskim privlačnostima, ponašanjima i identitetima: dvije trećine sudionika promijenilo je seksualnu orijentaciju. Većinom se opaža promjena iz isključivo istospolne u biseksualnu orijentaciju. Autorica zaključuje da "ovakvi nalazi pokazuju da je razlika između lezbijstva i biseksualnosti prije pitanje mjere, nego pitanje vrste". U tome, među tim mladim osobama je određenu promjenu seksualne orijentacije prijavilo oko jedne polovice ispitanica već u prve dvije godine.
Ranije istraživanje iz 2004. je pokazalo kako su se žene (i lezbijke i heteroseksualke) seksualno uzbudile kada su gledale heteroseksualne, ali i lezbijske erotske filmove. Muške heteroseksualne osobe su se uzbudile gledajući samo one erotske filmove sa ženama, a gay muškarci samo na filmove s drugim muškarcima. Autori studije su zaključili da je ženska seksualna želja manje strogo diktirana prema određenom spolu, nego što je to kod muškaraca te je sklonija promjenama tijekom vremena.
Ellen Schecter zaključuje 2009. godine: "Istina je da je Alfred Kinsey bio u pravu: ne samo da seksualnost postoji kao kontinuum, već se neki ljudi mogu i miču se kroz taj kontinuum tijekom života. Seksualnost može biti fluidna, varirati tijekom vremena i kroz različite situacije. Čini se da je seksualna orijentacija sačinjena od mnogo varijabli - ne samo od seksualnog ponašanja. [...] To ne znači da je izlaženje iz ormara kao gay ili lezbijka reverzibilno ili da je to samo faza, niti znači da je seksualna orijentacija izbor ili da ne-heteroseksualni ljudi mogu biti dovedeni do toga da prihvate heteroseksualnost. To jednostavno znači da, dok većina ljudi ima stabilnu seksualnu orijentaciju kongruentnu sa svojim seksualnim ponašanjem i privlačnostima, mnogi nemaju."
Studija Stevena E. Mocka i Richarda P. Eibacha iz 2011. godine provedena na 2.560 odraslih ispitanika tijekom desetogodišnjeg razdoblja iznosi također podatke za žene s istospolnim seksualnim sklonostima: - u drugom krugu ispitivanja nakon 10 godina drugačiji seksualni identitet je prijavilo oko 2% ispitanika: heteroseksualna orijentacija se (kod populacije iz svih dijelova SAD-a obuhvaćene studijom) pokazuje najstabilnijom - promijenilo ju je 0,78% muškaraca i 1,36% žena; kod žena su lezbijski i biseksualni identitet jednako nestabilni - 63,6% lezbijki i 64,7% biseksualki su se drugačije izjasnilo nakon 10 godina. Muški homoseksualci su ostali stabilniji u svojoj orijentaciji - promjena seksualne orijentacije evidentirana je kod 9,52% osoba koje su na početku desetogodišnjeg razdoblja iskazale homoseksualnu orijentaciju dok je kod muških biseksualaca zabilježena promjena u 47% slučajeva.

## Kultura
Kroz povijest mnoge lezbijke su bile vrlo poznate ličnosti u područjima umjetnosti i kulture.
Prije početka XX. stoljeća i pojave prvih seksoloških ispitivanja, ženska homoseksualnost je bila gotovo nevidiljiva u usporedbi s muškom, koja je bila predmet zakonskih zabrana zbog čega se o njoj više pisalo. Ipak s objavljivanjem radova seksologa ideja ženske homoseksualnosti postala je poznatija.
Kada je ženska homoseksualnost postala vidljivija, bila je opisana kao bolest ili poremećaj. U „Tri eseja o teoriji seksualnosti“ (1905.) Sigmund Freud objašnjava žensku homoseksualnost kao „inverziju“ i daje karakteristiku „ženskih inverta“ da posjeduje muške osobine. Freud je naznačio ideju „trećeg spola". Iako Freud priznaje da nikada nije ispitivao na taj način „poremećenog“ pacijenta, ipak naglašava da su u pitanju psihološki, prije nego biološki uzroci takvog ponašanja.
Freudova tumačenja lezbijstva su odbačena od strane suvremene znanosti i suvremenih psihijatara.
Od 1980-ih lezbijke su znatno povećale vidljivost u mainstream kulturi: u glazbi (Melissa Etheridge, K.D. Lang i Indigo Girls), u sportu (Martina Navrátilová), u stripovima (Alison Bechdel i Diane DiMassa). Skorije, lezbijski homoerotizam je procvijetao u umjetničkoj fotografiji i književnosti autorica kao što su Pat Califia, Jeanette Winterson i Sarah Waters. Postoji i sve veći broj filmova koji se bave lezbijskom tematikom, kao što su Desert Hearts, Go Fish, Watermelon Woman, Oranges Are Not The Only Fruit, Everything Relative, Fucking Amal i Better than Chocolate.

## Prikazivanja u medijima
Lezbijke privlače pažnju medija, posebno u vezi s feminizmom, ljubavnom i seksualnom vezom, (istospolnim) brakom i roditeljstvom.
Na televiziji u udarnim terminima je moguće vidjeti veći broj lezbijki nego ranije. Ellen DeGeneres se javno identificirala kao lezbijka 1997. godine, kada i njen lik u sitcomu Ellen "priznaje" da je lezbijka. Ellen je postala prva serija u kojoj je glavni lik lezbijka. Epizoda iskoračenja je dobila Emmy nagradu, ali serija je otkazana poslije narednog serijala.
Godine 2004. serija The L Word prati isključivo živote grupe lezbijki, a Ellen DeGeneres ima svoj talk show u toku dana.
U 2005. godini epizodaThe Simpsons, pod nazivom "There's Something About Marrying", sestra Marge Simpson, Patty Bouvier iskoračuje kao lezbijka.

## Vanjske poveznice
- CroL (Cro Lesbians) - Hrvatski lezbijski portal
- "Sexual Fluidity: Understanding Women's Love and Desire", L. Diamond, Harvard University Press, 2009. (knjiga, 352 stranice)